# Galeus
Galeus – rodzaj drapieżnych ryb chrzęstnoszkieletowych z rodziny Pentanchidae.

## Rozmieszczenie geograficzne
Do rodzaju należą gatunki występujące w Oceanie Spokojnym i Atlantyckim (w tym w morzach – Bałtyckim, Śródziemnym i Północnym).

## Morfologia
Długość ciała do 90 cm; masa ciała do 1,4 kg.

## Systematyka
Rodzaj zdefiniował w 1810 roku francuski przyrodnik Constantine Samuel Rafinesque w publikacji własnego autorstwa poświęconej nowym rodzajom i gatunkom zwierząt i roślin Sycylii. Gatunkiem typowym jest (późniejsze oznaczenie) piłogon (G. melastomus).

### Etymologia
- Galeus: gr. γαλεoς galeos ‘rekin’[8][9].
- Prionurus: gr. πριων priōn, πριονος prionos ‘piła’[10]; ουρα oura ‘ogon’[11]. Gatunek typowy (absolutna tautonimia): Squalus prionurus Otto, 1821 (= Galeus melastomus Rafinesque, 1810).
- Pristiurus: gr. πριστος pristos ‘przepiłowany, piłowany’, od πριστηρ pristēr, πριστηρος pristēros ‘pilarz’, od πριω priō ‘piłować’[10]; ουρα oura ‘ogon’[11]. Gatunek typowy (oznaczenie monotypowe): Galeus melastomus Rafinesque, 1810.
- Pristidurus: gr. πριστος pristos ‘przepiłowany, piłowany’, od πριστηρ pristēr, πριστηρος pristēros ‘pilarz’, od πριω priō ‘piłować’[10]; δορυ doru, δορατος doratos ‘włócznia’[12]. Gatunek typowy (oznaczenie monotypowe): Galeus melastomus Rafinesque, 1810.

### Podział systematyczny
Do rodzaju należą następujące gatunki:
- Galeus antillensis Springer, 1979
- Galeus arae (Nichols, 1927)
- Galeus atlanticus (Vaillant, 1888)
- Galeus cadenati Springer, 1966
- Galeus corriganae White, Mana & Naylor, 2016
- Galeus eastmani (Jordan & Snyder, 1904)
- Galeus friedrichi Ebert & Jang, 2022
- Galeus gracilis Compagno & Stevens, 1993
- Galeus longirostris Tachikawa & Taniuchi, 1987
- Galeus melastomus Rafinesque, 1810 – piłogon[13]
- Galeus mincaronei Soto, 2001
- Galeus murinus (Collett, 1904)
- Galeus nipponensis Nakaya, 1975
- Galeus piperatus Springer & Wagner, 1966
- Galeus polli Cadenat, 1959
- Galeus priapus Séret & Last, 2008
- Galeus sauteri (Jordan & Richardson, 1909)
- Galeus schultzi Springer, 1979
- Galeus springeri Konstantinou & Cozzi, 1998